# Dominik Kruczek
Dominik Kruczek (* 11. November 1991 in Mönchengladbach) ist ein deutsch-polnischer Fußballspieler. Er besitzt sowohl die polnische als auch die deutsche Staatsangehörigkeit. Er spielt vorzugsweise als zentraler Mittelfeldspieler, kann aber auch die Außenpositionen besetzen.

## Karriere

### Verein
Kruczek begann seine Karriere beim SC 1912 Wegberg, wo er im Alter von fünfzehn Jahren von Borussia Mönchengladbach entdeckt wurde. Daher wechselte er in der Winterpause der Saison 2006/07 zur Borussia. Im Alter von achtzehn Jahren entschied sich Kruczek jedoch, nach Polen zu GKS Tychy in die dritte polnische Liga zu wechseln. Während er in der Rückrunde der Saison 2009/10 nur Ergänzungsspieler war, wurde er in der Saison 2010/11 meistens als Joker eingesetzt, bevor er in den letzten acht Spielen zum Stammspieler wurde und vier Treffer erzielte. Aufgrund dieser starken Entwicklung wurde Kruczek im Sommer 2011 vom Zweitligisten GKS Katowice verpflichtet. Dort kam er am Anfang der Saison 2011/12 zu fünf Einsätzen, wurde jedoch ab November 2011 nicht mehr eingesetzt. Zu Beginn der Saison 2012/13 erkämpfte sich Kruczek einen Stammplatz und kam zu weiteren sechs Einsätzen, bevor er dann Ende September 2012 seinen Vertrag auflöste, da er sich wieder nur auf der Ersatzbank wiederfand.
Daraufhin kehrte Kruczek nach Deutschland zurück und schloss sich in der Winterpause 2012/13 seinem Heimatverein SC 1912 Wegberg an. Grund war, dass er „vom Fußball abschalten wollte.“ Er kam sowohl für die erste sowie die zweite Mannschaft des Vereins zum Einsatz, die beide jedoch in der Kreisliga B spielten. Hier überzeugte Kruczek und erzielte für beide Mannschaften in 44 Spielen 58 Tore. Durch die guten Leistungen wurden höherklassige Klubs auf ihn aufmerksam. Im Februar 2014 entschied sich Kruczek, zur Saison 2014/15 zum Oberligisten FC Wegberg-Beeck zu wechseln. Er unterschrieb einen Vertrag bis zum Sommer 2016. Beim FC Wegberg-Beeck kam er aber in der kompletten Saison 2014/15 nicht über eine Reservistenrolle hinaus und absolvierte nur acht Spiele. Am Ende wurde er mit dem Team Erster und schaffte so den Aufstieg. Der Vertrag von Kruczek wurde aber bereits im April 2014 zum 30. Juni aufgelöst und einen Monat später verkündete der SC 1912 Wegberg seine Rückkehr. Allerdings entschied sich Kruczek im Juni 2014 – entgegen der vorherigen mündlichen Absprache – für einen Wechsel zum Bezirksligisten Sportfreunde Uevekoven.

### Nationalmannschaft
Kruczek entschied sich schon im Alter von sechzehn Jahren, während seines Engagements bei Borussia Mönchengladbach, für eine Karriere in den polnischen Jugendauswahlmannschaften. Für die polnische U-17 bestritt Kruczek in der Saison 2007/08 ein Länderspiel gegen die österreichische U-17. Für die polnische U-18 bestritt Kruczek in der nächsten Saison zwei Länderspiele und schoss ein Tor. Danach wurde er jedoch nicht mehr nominiert.